# Apis mellifera jemenitica
Apis mellifera jemenitica este o subspecie din Yemen a albinei melifere europene (Apis mellifera).